# Defend It
Defend It è il terzo album in studio del cantante giamaicano Beenie Man, pubblicato nel 1994.

## Traccia
1. Wicked Man – 3:37
2. No Matter Di Money – 3:41
3. Cross the Bridge – 3:39
4. Bomb & Dynamite – 3:50
5. Life Is Good – 3:44
6. Defend It – 3:48
7. God Mek Everything – 3:58
8. People Dead – 3:54
9. Child Abuse – 3:50
10. Accident a Cause – 3:37
11. Say the Word – 3:39
12. Tea Time (featuring Shirley McLean) – 3:34
13. I Am a Disciple – 3:30
14. Nuh Tek It – 3:42
15. From Yu a Di Wife – 3:50